# Fontaine-Guérin
Fontaine-Guérin è un ex comune francese di 958 abitanti situato nel dipartimento del Maine e Loira nella regione dei Paesi della Loira. Dal 1º gennaio 2016 è accorpato al nuovo comune di Les Bois d'Anjou. 

## Società

### Evoluzione demografica
Abitanti censiti